# 亚洲天主教教区列表
本列表中未注明礼仪者皆为罗马礼。必要处已注明为罗马礼。本列表除亚洲外，还包括位于欧洲和非洲的阿拉伯地区(除肯尼亚外)，但未包括俄罗斯。有主教团者注明团名，无主教团者注国名。

## 阿富汗
- 天主教阿富汗自治传教区

## 阿拉伯地区拉丁礼主教团
- 该主教团成员来自塞浦路斯，吉布提，埃及，伊拉克，以色列，约旦，肯尼亚，科威特，黎巴嫩，巴勒斯坦，索马里，叙利亚，阿联酋。东方礼无主教团。肯尼亚见非洲天主教教区列表。

### 馬龍尼禮天主教安提約基雅宗主教區
- 馬龍尼禮天主教傑貝–塞爾巴–朱尼耶教區

### 默基特希臘禮天主教安提約基雅宗主教區

#### 默基特希臘禮天主教大馬士革總教區
- 默基特希臘禮天主教埃及暨蘇丹宗主教直轄區
- 默基特希臘禮天主教耶路撒冷宗主教直轄區

### 默基特希臘禮天主教泰尔总教区
- 默基特希臘禮天主教巴尼亚斯总教区
- 默基特希臘禮天主教賽達總教區
- 默基特希臘禮天主教的黎波里总教区

### 敘利亞禮天主教安提約基雅宗主教區
- 叙利亚礼天主教贝鲁特教区

### 科普特禮天主教亞歷山大宗主教區
- 科普特禮天主教亞歷山大教區
- 科普特禮天主教艾斯尤特教區
- 科普特禮天主教吉薩教區
- 科普特禮天主教伊斯梅利亞教區
- 科普特禮天主教盧克索教區
- 科普特禮天主教明亞教區
- 科普特禮天主教索哈傑教區

### 亞美尼亞禮天主教基里基雅宗主教區

#### 亞美尼亞禮天主教貝魯特總教區
- 亞美尼亞禮天主教亞歷山大教區
- 亞美尼亞禮天主教伊斯法罕教區
- 亞美尼亞禮天主教卡米什利教區

### 加色丁礼天主教巴比伦宗主教区

#### 加色丁礼天主教巴格达总教区
- 加色丁礼天主教艾勒高什教区
- 加色丁礼天主教阿馬迪耶暨扎胡教區
- 加色丁礼天主教阿格拉教区
- 加色丁礼天主教蘇萊曼尼亞教區
- 加色丁礼天主教耶路撒冷宗主教领地
- 加色丁礼天主教约旦宗主教领地

### 自治教区

#### 吉布提
- 天主教吉布提教区

#### 埃及
- 馬龍尼禮天主教開羅教區
- 加色丁礼天主教开罗教区
- 叙利亚礼天主教开罗教区

#### 伊拉克
- 天主教巴格达总教区
- 亚美尼亚礼天主教巴格达总教区
- 加色丁礼天主教埃尔比勒总教区
- 加色丁礼天主教巴士拉总教区
- 加色丁礼天主教摩苏尔总教区
- 叙利亚礼天主教摩苏尔总教区
- 叙利亚礼天主教巴格达总教区

#### 黎巴嫩
- 默基特希臘禮天主教扎赫勒總教區
- 默基特希臘禮天主教巴勒貝克總教區
- 加色丁礼天主教贝鲁特教区
- 馬龍尼禮天主教安特利亚斯总教区
- 馬龍尼禮天主教贝鲁特总教区
- 馬龍尼禮天主教的黎波里总教区
- 馬龍尼禮天主教泰爾總教區
- 馬龍尼禮天主教巴勒貝克教區
- 馬龍尼禮天主教巴特倫教區
- 馬龍尼禮天主教朱拜勒教區
- 馬龍尼禮天主教賽達教區
- 馬龍尼禮天主教扎赫勒教區

#### 索马里
- 天主教摩加迪沙教区

#### 叙利亚
- 亞美尼亞禮天主教阿勒頗總教區
- 馬龍尼禮天主教阿勒頗總教區
- 馬龍尼禮天主教大馬士革總教區
- 馬龍尼禮天主教拉塔基亞教區
- 敘利亞禮天主教哈塞克-努賽賓總教區
- 叙利亞禮天主教阿勒頗總教區
- 默基特希臘禮天主教拉塔基亞總教區
- 加色丁禮天主教阿勒頗教區

### 宗座代牧区
- 天主教埃及亚历山大宗座代牧区
- 天主教北阿拉伯宗座代牧區
- 天主教南阿拉伯宗座代牧區
- 天主教贝鲁特宗座代牧区
- 天主教阿勒頗宗座代牧區

### 宗主教代牧区
- 亚美尼亚礼天主教耶路撒冷暨安曼宗主教代牧区
- 亚美尼亚礼天主教大马士革宗主教代牧区
- 馬龍尼禮天主教耶路撒冷暨巴勒斯坦宗主教代牧區
- 馬龍尼禮天主教約旦宗主教代牧區
- 叙利亚礼天主教耶路撒冷宗主教代牧区
- 叙利亚礼天主教巴士拉暨海湾宗主教代牧区
- 默基特希臘禮天主教伊拉克宗主教代牧區
- 默基特希臘禮天主教科威特宗主教代牧區

### 名义宗主教
- 默基特希臘禮天主教埃及暨蘇丹宗主教直轄區
- 默基特希臘禮天主教耶路撒冷宗主教直轄區

## 阿塞拜疆
- 天主教亞塞拜然宗座監牧區

## 孟加拉国主教团

### 天主教达卡总教区
- 天主教吉大港教区
- 天主教庫爾納教區
- 天主教迪納傑布爾教區
- 天主教邁門辛教區
- 天主教拉傑沙希教區
- 天主教錫爾赫特教區

## 缅甸主教团
参见：缅甸天主教教区列表

### 天主教曼德勒总教区
- 天主教八莫教区
- 天主教哈卡教区
- 天主教腊戍教区
- 天主教密支那教区
- 天主教卡萊教區

### 天主教东枝总教区
- 天主教景棟教區
- 天主教垒固教区
- 天主教贝贡教区
- 天主教東吁教區

### 天主教仰光总教区
- 天主教毛淡棉教区
- 天主教勃生教区
- 天主教卑谬教区
- 天主教帕安教區

## 中華人民共和國
参见：中国天主教教区

### 天主教安庆总教区
- 天主教芜湖教区
- 天主教蚌埠教区
- 天主教屯溪监牧区

### 天主教北京总教区
- 天主教正定教区
- 天主教献县教区
- 天主教永平教区
- 天主教保定教区
- 天主教天津教区
- 天主教宣化教区
- 天主教安国教区
- 天主教赵县教区
- 天主教永年教区
- 天主教顺德教区
- 天主教大名教区
- 天主教景县教区
- 天主教易县监牧区

### 天主教长沙总教区
- 天主教常德教区
- 天主教沅陵教区
- 天主教衡州教区
- 天主教澧州监牧区
- 天主教宝庆监牧区
- 天主教湘潭监牧区
- 天主教岳州监牧区
- 天主教永州监牧区

### 天主教重庆总教区
- 天主教成都教区
- 天主教康定教区
- 天主教叙府教区
- 天主教宁远教区
- 天主教嘉定教区
- 天主教顺庆教区
- 天主教万县教区

### 天主教福州总教区
- 天主教厦门教区
- 天主教福宁教区
- 天主教汀州教区
- 天主教建瓯监牧区
- 天主教邵武监牧区

### 天主教广州总教区
- 天主教汕头教区
- 天主教北海教区
- 天主教韶州教区
- 天主教江门教区
- 天主教嘉应教区
- 天主教海南监牧区

### 天主教贵阳总教区
- 天主教安龙教区
- 天主教石阡监牧区

### 天主教杭州总教区
- 天主教宁波教区
- 天主教台州教区
- 天主教丽水教区
- 天主教永嘉教区

### 天主教汉口总教区
- 天主教老河口教区
- 天主教宜昌教区
- 天主教汉阳教区
- 天主教武昌教区
- 天主教蒲圻教区
- 天主教蕲州教区
- 天主教襄阳教区
- 天主教施南教区
- 天主教随县监牧区
- 天主教沙市监牧区

### 天主教济南总教区
- 天主教兖州教区
- 天主教烟台教区
- 天主教青岛教区
- 天主教曹州教区
- 天主教沂州教区
- 天主教周村教区
- 天主教阳谷教区
- 天主教濰坊教區
- 天主教临清监牧区
- 天主教威海卫监牧区

### 天主教开封总教区
- 天主教南阳教区
- 天主教卫辉教区
- 天主教郑州教区
- 天主教信阳教区
- 天主教归德教区
- 天主教洛阳教区
- 天主教驻马店教区
- 天主教新乡监牧区

### 天主教昆明总教区
- 天主教大理教区
- 天主教昭通监牧区

### 天主教兰州总教区
- 天主教秦州教区
- 天主教平凉教区
- 天主教西宁监牧区
- 天主教新疆监牧区

### 天主教南昌总教区
- 天主教吉安教区
- 天主教余江教区
- 天主教赣州教区
- 天主教南城教区

### 天主教南京总教区
- 天主教海门教区
- 天主教徐州教区
- 天主教上海教区
- 天主教苏州教区
- 天主教海州监牧区
- 天主教扬州监牧区

### 天主教南宁总教区
- 天主教梧州教区
- 天主教桂林监牧区

### 天主教奉天总教区
- 天主教热河教区
- 天主教吉林教区
- 天主教延吉教区
- 天主教四平街教区
- 天主教抚顺教区
- 天主教赤峰教区
- 天主教营口教区
- 天主教齐齐哈尔监牧区
- 天主教佳木斯监牧区
- 天主教林东监牧区

### 天主教绥远总教区
- 天主教西湾子教区
- 天主教宁夏教区
- 天主教集宁教区

### 天主教太原总教区
- 天主教潞安教区
- 天主教大同教区
- 天主教吕梁教区
- 天主教朔州教区
- 天主教榆次教区
- 天主教洪洞教区
- 天主教绛州监牧区

### 天主教西安总教区
- 天主教汉中教区
- 天主教延安教区
- 天主教凤翔教区
- 天主教三原教区
- 天主教盩厔教区
- 天主教兴安府监牧区
- 天主教同州监牧区

### 教廷直属教区
- 天主教香港教區
- 天主教澳門教區

### 宗座代牧区与宗座署理区
- 俄羅斯禮天主教哈爾濱宗座代牧區(俄罗斯礼)(Catholic Apostolic Exarchate of Harbin)
- 天主教哈尔滨宗座署理区(罗马礼)

## 印度主教团 (拉丁礼)
参见：印度天主教教区列表

### 拉丁礼教区

#### 天主教阿格拉总教区
- 天主教阿杰梅尔教区
- 天主教安拉阿巴德教区
- 天主教巴雷利教区
- 敘利亞-瑪拉巴禮天主教比傑諾爾教區
- 敘利亞-瑪拉巴禮天主教戈勒克布爾教區
- 天主教斋浦尔教区
- 天主教占西教区
- 天主教勒克瑙教区
- 天主教密拉特教区
- 天主教烏代布爾教區
- 天主教瓦拉纳西教区

#### 天主教班加罗尔总教区
- 天主教贝尔高姆教区
- 天主教贝拉里教区
- 天主教吉格默格卢尔教区
- 天主教古尔伯加教区
- 天主教加尔瓦尔教区
- 天主教門格洛爾教區
- 天主教迈索尔教区
- 天主教希莫加教区
- 天主教烏都皮教區

#### 天主教博帕尔总教区
- 天主教瓜廖尔教区
- 天主教印多尔教区
- 天主教贾巴尔普尔教区
- 天主教恰布瓦教区
- 天主教肯德瓦教区
- 天主教萨格尔教区
- 天主教瑟德納教區
- 敘利亞-瑪拉巴禮天主教烏賈恩教區

#### 天主教孟买总教区
- 天主教格利扬教区
- 天主教纳西克教区
- 天主教浦那教区
- 天主教瓦萨伊教区

#### 天主教加尔各答总教区
- 天主教阿散索尔教区
- 天主教巴格多格拉教区
- 天主教巴鲁伊布尔教区
- 天主教大吉岭教区
- 天主教杰尔拜古里教区
- 天主教克里希讷格尔教区
- 天主教赖根杰教区

#### 天主教克塔克暨布巴内斯瓦尔总教区
- 天主教巴拉索尔教区
- 天主教布拉馬布爾教區
- 天主教劳尔克拉教区
- 天主教森伯尔布尔教区

#### 天主教德里总教区
- 天主教查谟暨斯利那加教区
- 天主教贾朗达尔教区
- 天主教西姆拉暨昌迪加尔教区

#### 天主教甘地讷格尔总教区
- 天主教艾哈迈达巴德教区
- 天主教巴罗达教区
- 敘利亞-瑪拉巴禮天主教拉傑果德教區

#### 天主教果亚暨达曼总教区
- 天主教辛杜杜爾格教區

#### 天主教古瓦哈蒂总教区
- 天主教邦盖冈教区
- 天主教迪布鲁格尔教区
- 天主教迪普教区
- 天主教伊塔纳加教区
- 天主教米奥教区
- 天主教提斯浦尔教区

#### 天主教海得拉巴总教区
- 天主教阿迪拉巴德教区
- 天主教古德伯教区
- 天主教坎曼教区
- 天主教卡努尔教区
- 天主教纳尔贡达教区
- 天主教瓦朗加尔教区

#### 天主教因帕尔总教区
- 天主教科希马教区

#### 天主教马德拉斯暨梅拉普尔总教区
- 天主教京格尔布德教区
- 天主教哥印拜陀教区
- 天主教烏塔卡蒙德教區
- 天主教韦洛尔教区

#### 天主教马杜赖总教区
- 天主教丁迪古尔教区
- 天主教科塔尔教区
- 天主教巴勒延戈待教区
- 天主教錫沃根加教區
- 天主教蒂鲁吉拉伯利教区
- 天主教杜蒂戈林教区

#### 天主教那格浦尔总教区
- 天主教阿姆勒沃迪教区
- 天主教奥兰加巴德教区
- 天主教錢達教區

#### 天主教巴特那总教区
- 天主教贝蒂亚教区
- 天主教帕格尔布尔教区
- 天主教伯格萨尔教区
- 天主教穆扎法尔布尔教区
- 天主教布尔尼亚教区

#### 天主教本地治里暨古德洛尔总教区
- 天主教特尔默布里教区
- 天主教贡伯戈讷姆教区
- 天主教塞勒姆教区
- 天主教坦贾武尔教区

#### 天主教赖布尔总教区
- 天主教安比加布尔教区
- 敘利亚-玛拉巴礼天主教杰格德尔布尔教区
- 天主教杰什布尔教区
- 天主教赖格尔教区

#### 天主教兰契总教区
- 天主教多尔顿根杰教区
- 天主教杜姆加教区
- 天主教古姆拉教区
- 天主教赫扎里巴克教区
- 天主教贾姆谢德布尔教区
- 天主教昆蒂教区
- 天主教布萊爾港教區
- 天主教錫姆代加教區

#### 天主教西隆总教区
- 天主教阿加尔塔拉教区
- 天主教艾藻尔教区
- 天主教焦瓦伊教区
- 天主教農斯多因教區
- 天主教杜拉教区

#### 天主教特里凡得琅总教区
- 天主教阿勒皮教区
- 天主教內亞丁格拉教區
- 天主教布訥盧爾教區
- 天主教奎隆教区

#### 天主教韋拉博利總教區
- 天主教卡利卡特教区
- 天主教柯枝教区
- 天主教坎纳诺尔教区
- 天主教戈德布勒姆教区
- 天主教蘇爾坦貝特教區
- 天主教维杰亚布勒姆教区

#### 天主教维萨卡帕特南总教区
- 天主教埃卢鲁教区
- 天主教贡土尔教区
- 天主教内洛尔教区
- 天主教斯里加古兰教区
- 天主教维杰亚瓦达教区

#### 領銜宗主教
- 天主教東印度宗主教區
- 天主教西印度宗主教區

## 印度主教团 (东方礼)

### 埃納庫拉姆暨安加馬里教省
- 敘利亞-瑪拉巴禮天主教埃納庫拉姆暨安加馬里大總教區
  - 敘利亞-瑪拉巴禮天主教伊杜基教區
  - 敘利亞-瑪拉巴禮天主教科塔曼格拉姆教區

### 金格納傑里教省
- 敘利亞-瑪拉巴禮天主教金格納傑里總教區
  - 敘利亞-瑪拉巴禮天主教根吉拉帕利教區
  - 敘利亞-瑪拉巴禮天主教巴萊教區
  - 敘利亞-瑪拉巴禮天主教圖卡萊教區

### 代利傑里教省
- 敘利亞-瑪拉巴禮天主教代利傑里總教區
  - 敘利亞-瑪拉巴禮天主教巴爾坦加迪教區
  - 敘利亞-瑪拉巴禮天主教珀德拉沃蒂教區
  - 敘利亞-瑪拉巴禮天主教馬嫩托迪教區
  - 敘利亞-瑪拉巴禮天主教門迪亞教區
  - 敘利亞-瑪拉巴禮天主教塔馬拉塞利教區

### 德里久爾教省
- 敘利亞-瑪拉巴禮天主教德里久爾總教區
  - 敘利亞-瑪拉巴禮天主教伊林賈勒古達教區
  - 敘利亞-瑪拉巴禮天主教巴爾卡德教區
  - 敘利亞-瑪拉巴禮天主教拉默納特布勒姆教區

### 戈德亞姆教省
- 敘利亞-瑪拉巴禮天主教戈德亞姆總教區

### 喀拉拉邦之外的教區
- 敘利亞-瑪拉巴禮天主教阿迪拉巴德教區
- 敘利亞-瑪拉巴禮天主教比傑諾爾教區
- 敘利亞-瑪拉巴禮天主教錢達教區
- 敘利亞-瑪拉巴禮天主教戈勒克布爾教區
- 敘利亞-瑪拉巴禮天主教賈格達爾普爾教區
- 敘利亞-瑪拉巴禮天主教格利揚教區
- 敘利亞-瑪拉巴禮天主教拉傑果德教區
- 敘利亞-瑪拉巴禮天主教薩格爾教區
- 敘利亞-瑪拉巴禮天主教瑟德納教區
- 敘利亞-瑪拉巴禮天主教烏賈恩教區
- 敘利亞-瑪拉巴禮天主教珀德拉沃蒂教區（屬代利傑里總教區）
- 敘利亞-瑪拉巴禮天主教法里達巴德教區
- 敘利亞-瑪拉巴禮天主教門迪亞教區（屬代利傑里總教區）
- 敘利亞-瑪拉巴禮天主教拉默納特布勒姆教區（屬德里久爾總教區）

### 叙利亚-玛兰卡礼教区

#### 叙利亚-玛兰卡礼天主教特里凡得琅大总教区
- 敘利亞-瑪蘭卡禮天主教馬爾滕德姆教區
- 敘利亞-瑪蘭卡禮天主教馬韋利克卡拉教區
- 敘利亞-瑪蘭卡禮天主教帕塔南蒂塔教區

#### 叙利亚-玛兰卡礼天主教蒂鲁瓦尔拉总教区
- 敘利亞-瑪蘭卡禮天主教巴泰里教區
- 敘利亞-瑪蘭卡禮天主教穆瓦特圖普扎教區
- 敘利亞-瑪蘭卡禮天主教普圖爾教區

## 印度尼西亚主教团
参见：印度尼西亚天主教教区列表

### 英德教省
- 天主教英德总教区
  - 天主教登巴萨教区
  - 天主教拉兰图卡教区
  - 天主教毛梅雷教区
  - 天主教鲁滕教区

### 雅加达教省
- 天主教雅加达总教区
  - 天主教万隆教区
  - 天主教茂物教区

### 古邦教省
- 天主教古邦总教区
  - 天主教阿坦布阿教区
  - 天主教威特布拉教区

### 望加锡教省
- 天主教望加锡总教区
  - 天主教安汶教区
  - 天主教万鸦老教区

### 玛加沙教省
- 天主教棉兰总教区
  - 天主教巴东教区
  - 天主教实武牙教区

### 马老奇教省
- 天主教马老奇总教区
  - 天主教阿加茨暨阿斯馬特教區
  - 天主教查亚普拉教区
  - 天主教馬諾夸里暨索龍教區
  - 天主教蒂米卡教区

### 巨港教省
- 天主教巨港总教区
  - 天主教槟港教区
  - 天主教直落勿洞教区

### 坤甸教省
- 天主教坤甸总教区
  - 天主教吉打邦教区
  - 天主教桑高教区
  - 天主教新当教区

### 三马林达教省
- 天主教三马林达总教区
  - 天主教马辰教区
  - 天主教帕朗卡拉亚教区
  - 天主教丹戎塞洛教区

### 三宝垄教省
- 天主教三宝垄总教区
  - 天主教玛琅教区
  - 天主教普禾格多教区
  - 天主教泗水教区

## 日本主教团
参见：日本天主教教区列表

### 天主教長崎總教區
- 天主教福岡教區
- 天主教鹿兒島教區
- 天主教那霸教區
- 天主教大分教區

### 天主教大阪總教區
- 天主教廣島教區
- 天主教京都教區
- 天主教名古屋教區
- 天主教高松教區

### 天主教東京總教區
- 天主教新潟教區
- 天主教札幌教區
- 天主教仙台教區
- 天主教埼玉教區
- 天主教橫濱教區

## 韩国主教团
参见：韩国天主教教区列表

### 天主教光州总教区
- 天主教济州教区
- 天主教全州教区

### 天主教首尔总教区
- 天主教春川教区
- 天主教大田教区
- 天主教咸兴教区
- 天主教仁川教区
- 天主教平壤教区
- 天主教水原教区
- 天主教议政府教区
- 天主教原州教区

### 天主教大邱总教区
- 天主教安东教区
- 天主教清州教区
- 天主教马山教区
- 天主教釜山教区

## 哈萨克斯坦主教团

### 天主教阿斯塔纳总教区
- 天主教阿拉木图教区
- 天主教卡拉干达教区
- 天主教阿特劳宗座署理区

## 吉尔吉斯斯坦
- 天主教吉尔吉斯斯坦宗座署理区

## 老挝-柬埔寨主教团

### 老挝
- 天主教瑯勃拉邦宗座代牧區
- 天主教巴色宗座代牧区
- 天主教沙灣拿吉宗座代牧區
- 天主教万象宗座代牧区

### 柬埔寨
- 天主教金边宗座代牧区
- 天主教马德望宗座监牧区
- 天主教磅湛宗座监牧区

## 马来西亚-新加坡-文莱主教团
参见：马来西亚天主教教区列表

### 天主教吉隆坡总教区
- 天主教马六甲-柔佛教区
- 天主教槟城教区

### 天主教古晋总教区
- 天主教美里教区
- 天主教诗巫教区

### 天主教亚庇总教区
- 天主教根底咬教区
- 天主教山打根教区

### 宗座代牧区
- 天主教文莱宗座代牧区

## 蒙古
- 天主教乌兰巴托宗座监牧区

## 尼泊尔
- 天主教尼泊爾宗座代牧區

## 巴基斯坦主教团
- 天主教奎達宗座代牧區

### 天主教卡拉奇总教区
- 天主教海得拉巴教区

### 天主教拉合尔总教区
- 天主教伊斯兰堡-拉瓦尔品第教区
- 天主教木尔坦教区
- 天主教费萨拉巴德教区

## 菲律宾主教团
参见：菲律宾天主教教区列表

### 卡塞雷斯教省
- 天主教卡塞雷斯总教区
  - 天主教达特教区
  - 天主教黎牙实比教区
  - 天主教马斯巴特教区
  - 天主教索索贡教区
  - 天主教比拉克教区
  - 天主教任马兰教区

### 卡加延－德奥罗教省
- 天主教卡加延-德奥罗总教区
  - 天主教武端教区
  - 天主教马来巴来教区
  - 天主教苏里高教区
  - 天主教丹达教区

### 卡皮斯教省
- 天主教卡皮斯总教区
  - 天主教卡利博教区
  - 天主教朗布隆教区

### 宿雾教省
- 天主教宿雾总教区
  - 天主教杜马格特教区
  - 天主教马阿辛教区
  - 天主教塔比拉兰教区
  - 天主教塔利邦教区

### 哥打巴托教省
- 天主教哥打巴托总教区
  - 天主教基达帕万教区
  - 天主教馬貝爾教區

### 达沃教省
- 天主教达沃总教区
  - 天主教迪戈斯教区
  - 天主教马蒂教区
  - 天主教塔古姆教区

### 怡朗教省
- 天主教哈罗总教区
  - 天主教巴科洛德教区
  - 天主教卡班卡兰教区
  - 天主教圣卡洛斯教区
  - 天主教圣若瑟德安蒂克教区

### 仁牙因-达古潘教省
- 天主教仁牙因暨达古潘总教区
  - 天主教阿拉米诺斯教区
  - 天主教甲万那端教区
  - 天主教圣费尔南多德拉乌尼翁教区
  - 天主教菲律宾圣若瑟教区
  - 天主教乌坦尼塔教区

### 利巴教省
- 天主教利巴总教区
  - 天主教波克教区
  - 天主教古馬卡教區
  - 天主教卢塞纳教区
  - 天主教因凡塔自治監督區

### 马尼拉教省
- 天主教马尼拉总教区
  - 天主教安蒂波洛教区
  - 天主教库包教区
  - 天主教伊穆斯教区
  - 天主教卡洛坎教区
  - 天主教马洛洛斯教区
  - 天主教诺瓦利切斯教区（奎松城北部和卡洛奥坎市）
  - 天主教帕拉尼亚克教区
  - 天主教帕西格教区
  - 天主教圣巴勃罗教区

### 新塞哥维亚教省
- 天主教新塞哥维亚总教区（主教座堂设于南伊罗戈省的维甘）
  - 天主教碧瑶教区
  - 天主教邦贵教区
  - 天主教拉瓦格教区

### 奥三梅示教省
- 天主教奥三棉示总教区
  - 天主教第波罗教区
  - 天主教伊利甘教区
  - 天主教帕加迪安教区
  - 天主教马拉维自治监督区

### 帕洛教省
- 天主教帕洛总教区
  - 天主教博龙岸教区
  - 天主教甲描育教区
  - 天主教卡塔曼教区
  - 天主教納瓦尔教区

### 圣费尔南多教省
- 天主教圣费尔南多总教区
  - 天主教巴朗牙教区
  - 天主教伊巴教区
  - 天主教打拉教区

### 土格加劳教省
- 天主教土格加劳总教区
  - 天主教巴云邦教区
  - 天主教伊拉甘教区
  - 天主教巴坦自治监督区

### 三宝颜教省
- 天主教三宝颜总教区
  - 天主教伊皮尔教区
  - 天主教伊莎贝拉自治监督区

### 宗座代牧区
- 天主教邦都暨拉加韋代牧區
- 天主教卡拉潘代牧区
- 天主教霍洛代牧区
- 天主教公主港代牧区
- 天主教民都洛圣若瑟代牧区
- 天主教塔布克代牧区
- 天主教泰泰代牧区

### 军中教长区
- 天主教菲律宾军中教长区

## 斯里兰卡主教团
参见：斯里兰卡天主教教区列表

### 天主教科伦坡总教区
- 天主教阿努拉德普勒教区
- 天主教巴杜勒教区
- 天主教奇洛教区
- 天主教加勒教区
- 天主教贾夫纳教区
- 天主教康提教区
- 天主教庫魯內格勒教區
- 天主教馬納爾教區
- 天主教拉特納普勒教區
- 天主教亭可马里暨拜蒂克洛教区

## 塔吉克斯坦
- 天主教塔吉克斯坦自治传教区

## 台灣主教团

### 天主教台北總教區
- 天主教新竹教區
- 天主教台中教區
- 天主教嘉義教區
- 天主教台南教區
- 天主教高雄教區
- 天主教花蓮教區

### 宗座署理区
- 天主教金門、馬祖宗座署理區

## 泰国主教团
参见：泰国天主教教区列表

### 天主教曼谷总教区
- 天主教庄他武里教区
- 天主教清迈教区
- 天主教那空沙旺教区
- 天主教叻武里教区
- 天主教素叻他尼教区

### 天主教他雷暨農勝總教區
- 天主教呵叻教区
- 天主教乌汶教区
- 天主教乌隆教区

## 东帝汶
- 天主教包考教区
- 天主教帝力教区
- 天主教瑪利亞娜教區

## 土耳其主教团

### 宗座代牧区
- 天主教安纳托利亚宗座代牧区
- 天主教伊斯坦布尔宗座代牧区

## 土库曼斯坦
- 天主教土库曼斯坦自治传教区

## 乌兹别克斯坦
- 天主教乌兹别克斯坦宗座署理区

## 越南主教团
参见：越南天主教教区列表

### 天主教河内总教区
- 天主教北宁教区
- 天主教裴洲教区
- 天主教海防教区
- 天主教兴化教区
- 天主教谅山暨高平教区
- 天主教發艷教區
- 天主教太平教区
- 天主教清化教区
- 天主教榮教區

### 天主教顺化总教区
- 天主教邦美蜀教区
- 天主教岘港教区
- 天主教崑嵩教区
- 天主教芽莊教區
- 天主教归仁教区

### 天主教胡志明市总教区
- 天主教巴地教区
- 天主教芹苴教区
- 天主教大叻教区
- 天主教龙川教区
- 天主教美湫教区
- 天主教潘切教区
- 天主教富强教区
- 天主教永隆教区
- 天主教春禄教区